# D. S. Mirsky
Pour les articles homonymes, voir Dmitri Sviatopolk-Mirski.
D. S. Mirsky, nom de plume de Dmitri Petrovitch Sviatopolk-Mirski (en russe : Дмитрий Петрович Святополк-Мирский), connu aussi sous le nom de prince Mirsky, né dans le gouvernement de Kharkov le 22 août 1890 (3 septembre dans le calendrier grégorien) et mort au camp de Sevvostlag, près de Magadan le 6 juin 1939, est un homme politique russe et historien de la littérature qui a promu la connaissance et les traductions de la littérature russe en Grande-Bretagne et, inversement de la littérature anglaise en Union soviétique.

## Biographie
Dmitri Petrovitch Sviatopolk-Mirski est le fils du prince Piotr Dmitrievitch Sviatopolk-Mirski, éphémère ministre de l'Intérieur de l'empereur Nicolas II (1904-1905), et le petit-fils du général Dmitri Sviatopolk-Mirski. 
Après des études à l'université de Saint-Pétersbourg et cinq ans de service militaire en Russie, D. S. Mirsky a émigré au Royaume-Uni en 1921, où il est devenu lector au King's College de Londres. Partisan du retour des Russes blancs en Union soviétique, son mouvement permet à 10 000 exilés de revenir entre 1921 et 1925 ; lui-même rentre en 1932. Il publie alors plusieurs ouvrages dont L'Intelligentsia de la Grande Bretagne, un essai sur T. S. Eliot et une Histoire de la Russie.
Privé de la protection de Maxime Gorki, décédé en 1936, il est arrêté par le NKVD lors des « grandes purges » et meurt dans un goulag en juin 1939.